# 阿奈 (夏朗德省)
阿奈（法語：Anais，法語發音：[anɛ]）是法国夏朗德省的一个市镇，属于昂古莱姆区。

## 地理
阿奈（45°46'27"N, 0°12'32"E）面积9.87 平方千米，位于法国新阿基坦大区夏朗德省，该省份为法国西部内陆省份，北起德塞夫勒省和维埃纳省，东临上维埃纳省，东南至多尔多涅省，南至多爾多涅省，西接滨海夏朗德省。
与阿奈接壤的市镇（或旧市镇、城区）包括：布里、尚涅、若德、图里耶。

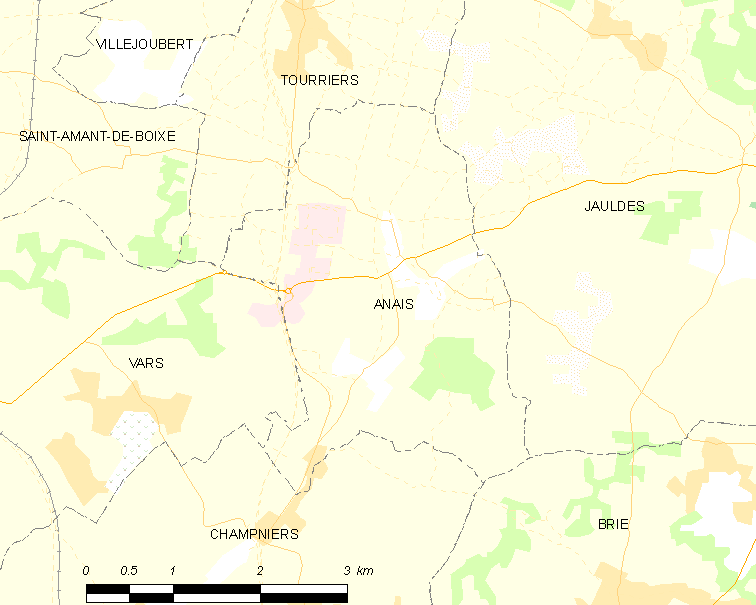
的OSM定位图

阿奈的时区为UTC+01:00、UTC+02:00（夏令时）。

## 行政
阿奈的邮政编码为16560，INSEE市镇编码为16011。

## 政治
阿奈所属的省级选区为布瓦克斯-芒卢瓦县。

## 人口

1962-2008年间人口变化图示

阿奈于2022年1月1日时的人口数量为566人。